# ペッレストリーナ
ペッレストリーナ（イタリア語: Pellestrina）は、イタリア北東部ヴェネツィアの南方にある島。アドリア海とヴェネタ潟とを隔てる砂州のひとつである。リード島の南に連なる。
島の長さは11km。アドリア海側には18世紀に建設された堤防がある。島には、サン・ピエトロ・イン・ヴォルタ(San Pietro in Volta)、ポルト・セッコ(Porto Secco)、サンタントニオ・ディ・ペッレストリーナ(Sant' Antonio di Pellestrina)とペッレストリーナ(Pellestrina)、の4つの主要集落があり、その色彩豊かに塗装されていた家屋によって知られている。
島の主要産業は、園芸農業、漁業、観光業、レース生産（ヴェネツィアンレースも参照）。ペッレストリーナのレースは、キオッジャと同様に（トルチェッロとは異なり）、針で作られるニードルレースである。
島の観光名所には、松林や野鳥によって知られているリード・カ・ロマン(Lido of Ca' Roman)がある。

## ギャラリー

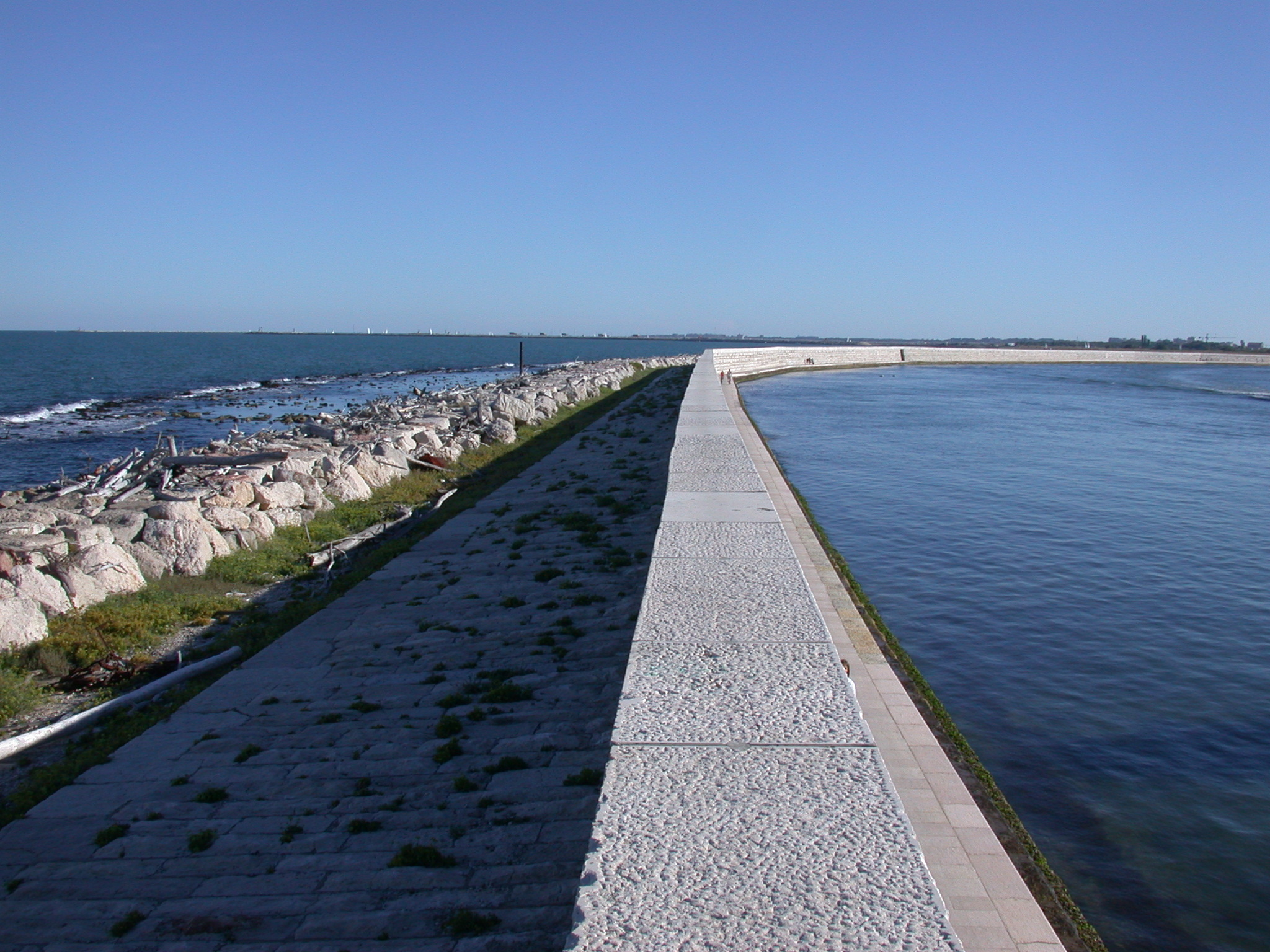
堤防
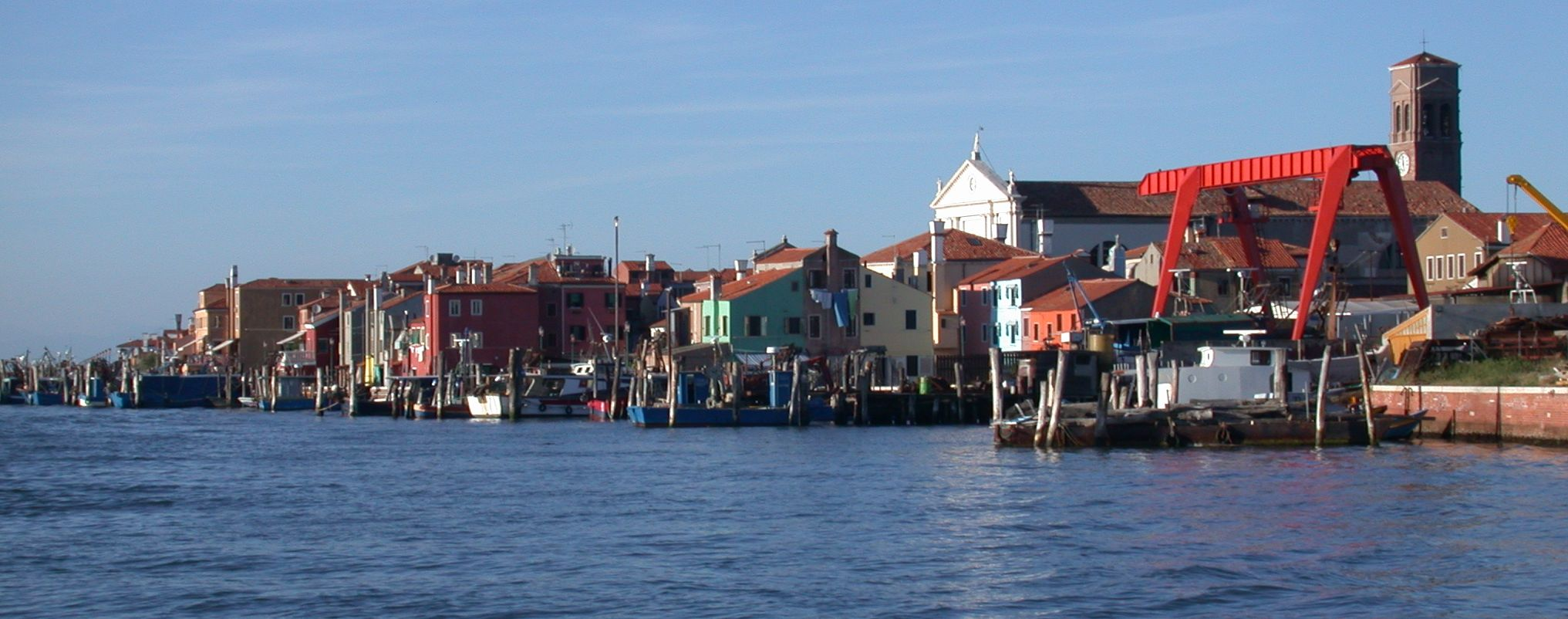
ペッレストリーナ集落
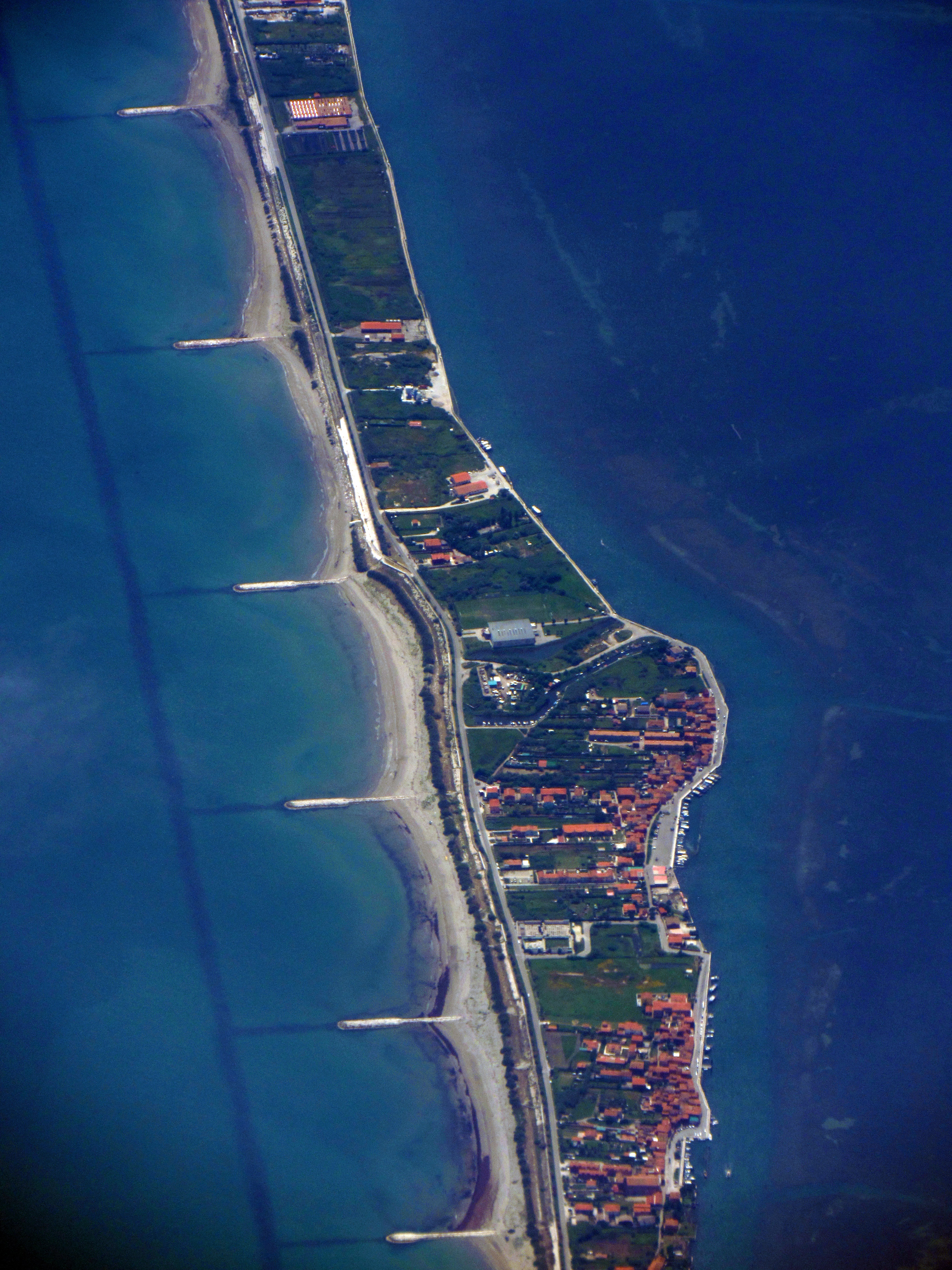
島の一部の空撮。左がアドリア海。